# Chapelle du Calvaire de Montignies-sur-Sambre
Pour les articles homonymes, voir Chapelle du Calvaire.
La chapelle du Calvaire est un édifice religieux classé situé à Montignies-sur-Sambre, section de la ville belge de Charleroi, dans la province de Hainaut.

## Architecture

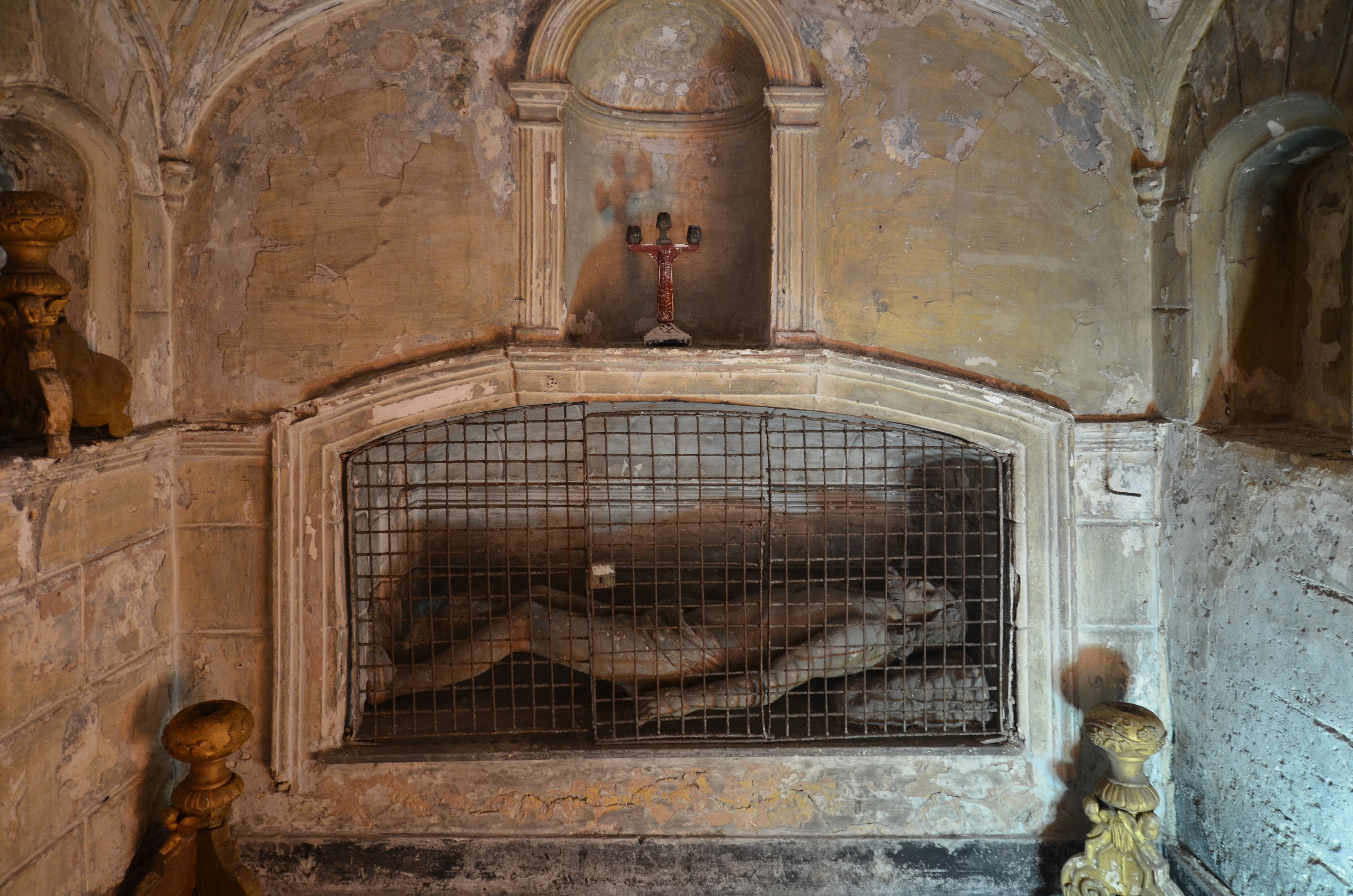
Chapelle inférieure, copie du Saint-Sépulcre.
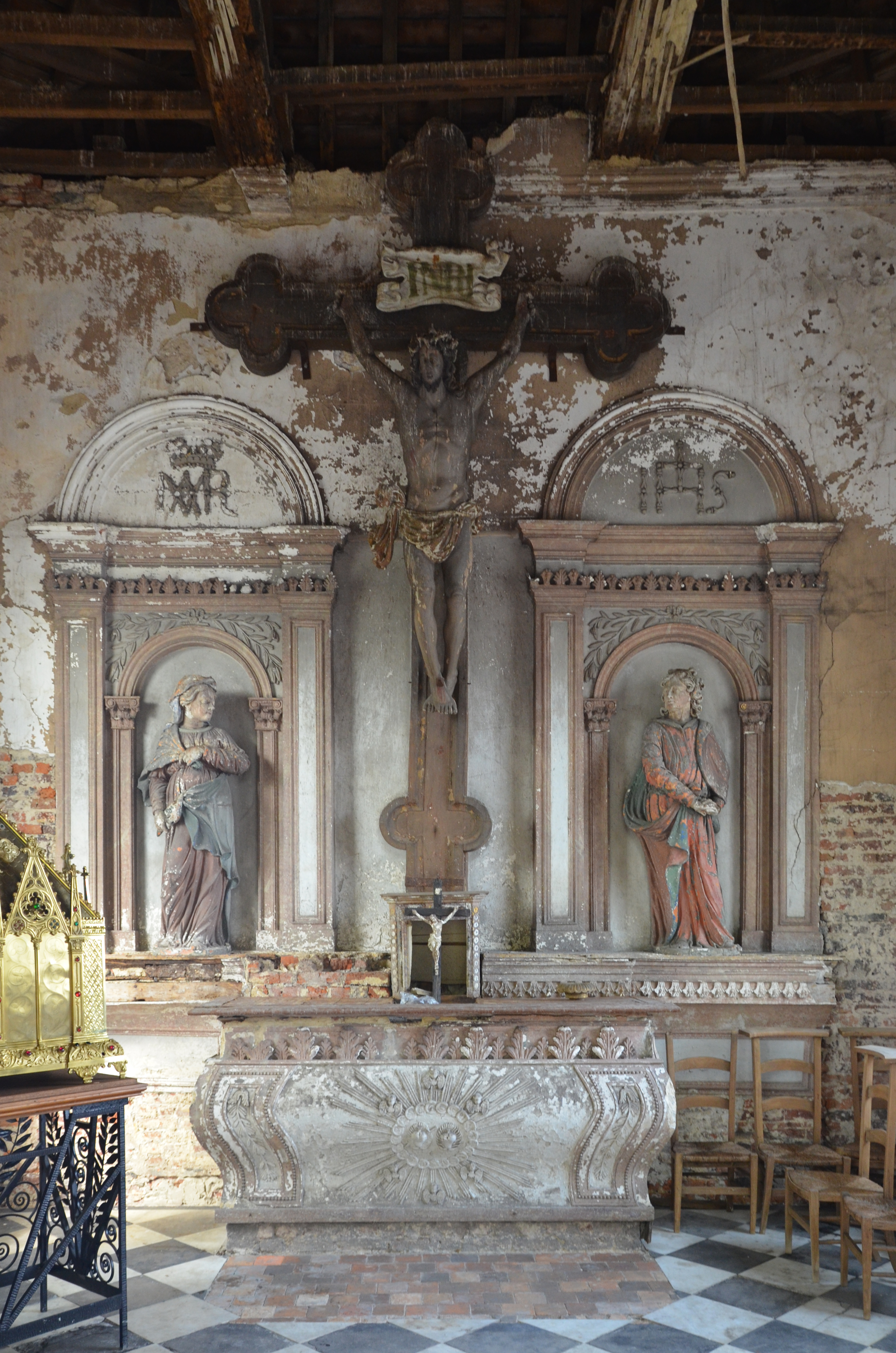
Le calvaire.